# 東京都立文京高等学校
東京都立文京高等学校（とうきょうとりつ ぶんきょうこうとうがっこう）は、東京都豊島区西巣鴨一丁目に所在する都立高等学校。

## 概要
東京市立の旧制中学校（第三東京市立中学校）として、1940年に開校した。校訓は「至誠一貫」。豊島区に所在するにもかかわらず「文京高等学校」を称するのは、新制高等学校に移行した当時、戦災のため学校が文京区内に仮寓しており、また文京区内に新校舎を建設して移転する予定があったためである。また、「文の京(="都"の意)」とも解釈されている。文京区での新校舎建設が断念され、豊島区の旧校地に校舎を建設して移転（復帰）することとなるが、その際にはすでに都立豊島高等学校が存在していたために改名はなされなかった。
キャッチフレーズは「夢を叶える通り道〜努力の汗、感動の涙、僕らの本気が（ここ）にある〜」。
近年、校内改革が急速に進んでおり、1～2年次に国公立大進学を重点目標とする国公立クラスが設置されている。国公立クラスは希望制で、夏期講習などの長期休業中の講習への参加が義務付けられている。また、上位の大学を目指すには時間確保が不可欠との考えから、土曜授業も隔週である。放課後には様々な大学の現役生のサポートによる自主学習室が開かれており、多くの生徒が利用しているほか、早朝や長期休業中には受験対策講座が数多く開講される。入試に於いては都の共通問題を使用している。
部活動はバスケットボールやバレーボール、硬式野球、陸上競技などでスポーツ推薦も実施している。
近年は早慶などの難関私立への合格者も増加している。

## 歴史・沿革
- 1940年4月18日 - 第三東京市立中学校として設立[2]。校地は現在地（真宗中学→養育院巣鴨分院の跡地）[2]。
- 1943年 - 都制実施により、東京都立豊島中学校となる[2]。
- 1945年 - 2度の空襲により校舎全焼[1]。一時は都立九中（現在の東京都立北園高等学校）に移転[1]。仮設校舎や小石川区関口台町小学校に生徒の一部を収容した[1]。
- 1946年 - 本郷区（1947年より文京区）の元町小学校に移転、全校生徒が合流[1]。なお、元町小にはほかに文京四中も同居した[1]。
- 1948年 - 学制改革により、東京都立文京新制高等学校となる[1]。
- 1950年 - 男女共学開始[1]。
- 1950年 - 東京都立文京高等学校と改称。
- 1952年 - 学区合同選抜制度導入。
- 1953年 - 豊島区西巣鴨の旧校地（現在地）に移転[1]。
- 1967年 - 学校群制度実施。同校は向丘・赤城台と共に92群（第二・第四学区から志願可）に属す。尚、当初は小石川高校と組む予定であった。
- 1969年 - 学生運動が活発になり、学生の一部により教室を占拠、封鎖が行われた[3]
- 1982年 - 学校群制度が廃止され、グループ合同選抜制度に移行。41グループに所属する。
- 1987年-  校舎の老朽化に伴い、改築工事が決定。
- 1989年 - 新校舎第一期工事完了、新校舎の併用開始。
- 1993年 -  校庭等の第二期工事完了。
- 1994年 - 単独選抜に移行。
- 2008年3月 - 定時制閉課。

## 行事
入学後すぐに1泊2日の「春季セミナー合宿」と呼ばれる勉強合宿が箱根町(ここ数年は浦安市)で開かれ、勉強習慣の確立を目指す取り組みが行われる。また6月には体育祭が開催され
、毎年盛況である。進路講演の機会では、ベネッセ等の外部講師による講演も行われている。文化祭は「紫雲祭」と呼ばれている。

## 設備
メイングラウンドは都内有数の広さを誇り、サブグラウンドもある。
体育館も２つあり、更にはテニスコート、プール、call教室(コンピュータルーム)、自習室、蔵書4万冊以上の図書室を備える。

## 部活動

### 運動部
- サッカー部(男女)※女子はフットサル
- 硬式野球部
- 男子バレーボール部
- 女子バレーボール部
- バドミントン部
- ダンス部
- 男子バスケットボール部
- 女子バスケットボール部
- 陸上部
- ソフトテニス部
- 硬式テニス部
- 卓球部
- 水泳部
- チアリーディング部
- 剣道部

### 文化部
- 軽音楽部
- 美術部
- 家庭科部
- 吹奏楽部
- 演劇部
- 生物部
- 琴曲部
- 茶道部
- 漫画研究部
- 文芸部
- 社会調査部
- 写真部

## 制服
- 冬服は男子は紺の学ラン、女子は紺のブレザーにグレンチェックのプリーツスカートである。
- 夏服はグレーのスラックスに襟つきシャツ、女子は冬服と同じスカートに襟つきシャツである。
- 女子のネクタイ、リボンは自由で、スカートからスラックスに変更も可能である。

## 交通
- JR山手線大塚駅徒歩7分
- 都営三田線西巣鴨駅徒歩11分
- 都電巣鴨新田停留場徒歩1分

## 高校関係者と組織

### 高校関係者組織
- 東京都立文京高等学校同窓会･･･同窓会

### 著名な出身者
- 佐藤幹夫 - 数学者（旧東京市立三中卒）
- 色川武大（阿佐田哲也） - 小説家（旧東京市立三中中退）
- 秋谷栄之助 - 創価学会前会長・現最高指導会議議長（旧東京市立三中卒）
- 矢島稔 - 昆虫学者、群馬県立ぐんま昆虫の森名誉園長（旧東京市立三中卒）
- 4代目三遊亭小圓遊 - 落語家
- 6代目三遊亭圓窓 - 落語家
- 村松邦男 - ミュージシャン
- 秋野太作 - 俳優
- 南條玲子 - 女優
- 広川太一郎 - 声優
- 土田大 - 俳優
- 永江智明 - 声優
- 鈴木淑子 - 競馬ジャーナリスト
- 水野節彦 - NHKアナウンサー
- 馬場康雄 - 東京大学教授
- 高木秀雄 - 早稲田大学教授
- 永井泰宇 - 小説家、漫画原作者
- 善養寺隆一（ラガーさん） - （高校野球）甲子園愛好家（印刷工）、エッセイスト
- 菊間崇祠 - 高校バレーボール監督
- ジャクソン井口 - 音楽プロデューサー
- 渡辺照子 - 政治家
- 小沢有作 - 東京都立大学 (1949-2011)名誉教授
- 曽我貴也 - 日本郵船社長
- 戸倉敏夫 -シチズン時計元会長